# Petras Klimas
Petras Klimas (ur. 23 lutego 1891, zm. 16 stycznia 1969 w Kownie) – litewski historyk, dyplomata, jeden z sygnatariuszy Aktu Niepodległości Litwy z 1918 roku. 

## Życiorys
Studiował prawo na Uniwersytecie Moskiewskim. Po ukończeniu uczelni wrócił na Litwę, gdzie pracował w pomocy społecznej. W 1917 roku wybrano go do Taryby. Został jednym z dwudziestu sygnatariuszy Aktu Niepodległości Litwy z 1918 roku. 
Po uzyskaniu niezależności przez młode państwo litewskie wysłano go na placówkę dyplomatyczną do Francji, Belgii, Hiszpanii, Portugalii i Luksemburga. Oprócz działalności dyplomatycznej zajmował się pisaniem książek historycznych, wydał m.in. „Russich Litauen”, „Der Werdegang des litauischen Staates”, „Lietuvos žemės valdymo istorija”. 
Aneksja Litwy przez Związek Radziecki w 1940 roku zastała go na placówce dyplomatycznej w Paryżu. W latach 1942–1943 był więziony przez nazistów w obozie koncentracyjnym. W 1944 roku udało mu się przedostać na Litwę, jednak został aresztowany przez NKWD i wysłany do łagru, gdzie spędził 10 lat.